# Xournal++
Xournal++, auch Xournalpp, ist ein freies Open-Source-Programm zum Erstellen von handschriftlichen Notizen mit Unterstützung für PDF-Dateien. Es ist verfügbar für Linux, Windows und macOS. Xournal++ ist in C++ geschrieben und baut auf den Bibliotheken GTK, Cairo sowie Poppler auf. Es ist ein Fork von Xournal, das in C geschrieben ist.

## Funktionen
Xournal++ bietet grundlegende Funktionalitäten zur handschriftlichen Eingabe. Farbe, Größe und Strichart von Stift und Markierer können geändert werden. Geometrische Formen, Text, Formeln und Bilder können in das Dokument eingefügt werden.
Beim Kommentieren von PDFs werden die Kommentare nicht in die PDF-Datei eingefügt, sondern in einer separaten Datei gespeichert. Xournal++ versucht Kompatibilität mit dem Vorgänger Xournal (.xoj) zu erhalten, benutzt aber ein eigenes Dateiformat (.xopp), um zusätzliche Funktionen anbieten zu können.
- Maus-, Stift- und Touchscreen-Eingabe
- Kommentieren von PDFs und Bildern
- Handschrifterkennung in Entwicklung
- LaTeX-Unterstützung
- Automatische Erkennung von geometrischen Formen
- Sprachnotizen aufnehmen und abspielen
- Konfigurierbare Werkzeugleiste und Seitenvorlagen
- Mehrere Papierbögenstile
- Lua-Erweiterungen
- Mehrsprachig: Englisch, Deutsch, Arabisch, Baskisch, Chinesisch, Ungarisch, Italienisch, Rumänisch, Französisch, Portugiesisch, Türkisch

## Rezension
Das Magazin iX schreibt: "Besonders in Ingenieurs-Kreisen erfreut sich das Tool ... großer Beliebtheit. ... [Es ermöglicht] das Kopieren von Texten aus PDFs ... mit dem Werkzeug "Select Linear PDF Text"."
Der Linuxblog OMG!Ubuntu! fasst zusammen, dass Xournal++ zwar auf Xournal basiert, jedoch einige zusätzliche Funktionen biete (angedeutet durch den Namenszusatz ++) und dass es sich um eine funktional komplett ausgestattete Anwendung für handschriftliche Notizen unter Windows, macOS und Linux handle.
In der Rezension des deutschsprachigen Linux Magazins LinuxUser wird erwähnt, dass Xournal++ besonders geeignet für das Mitschreiben von Vorlesungen und Reden sei.